# 1985 en tennis
Cet article résume les faits marquants de l'année 1985 dans le monde du tennis.

## Chez les hommes
La saison 1985 est un tournant dans le tableau masculin. John McEnroe si irrésistible l'année précédente semble marquer le coup tandis que son rival Ivan Lendl lui ravit sa première place à l'ATP à la suite de sa victoire à l'US Open.
Mais le coup de tonnerre vient d'un tout jeune Allemand de 17 ans Boris Becker, qui remporte coup sur coup en juin et en juillet le Queen's (face à Johan Kriek 6-2 6-3) mais surtout Wimbledon en battant le Sud-africain Kevin Curren 6-3 6-7 7-6 6-4, ce dernier pourtant vainqueur de Mc Enroe et de Connors en 1/4 et en 1/2 finale! "Boum Boum" Becker triomphera également de Mats Wilander en finale à Cincinnati 6-4 6-2. Roland-Garros et l'Open d'Australie sont tombés dans l'escarcelle suédoise avec, à Paris, la victoire de Wilander sur Lendl 3-6 6-4 6-2 6-2 et à Melbourne le triomphe d'une autre étoile montante, le champion olympique de Los Angeles Stefan Edberg face à Wilander 6-4 6-3 6-3.
John Mc Enroe est donc le grand perdant de cette saison, où il a tout de même gagné huit tournois mais aucun du grand chelem. Tout avait pourtant bien commencé après son succès sans coup férir au Masters en janvier. Il remporte ensuite les tournois de Philadelphie, Houston, Milan, Chicago et Atlanta. Sa défaite en finale à Forest Hills face à Lendl (6-3 6-3) atteste d'un premier fléchissement, perceptible à Roland Garros (vaincu par Wilander en 1/2 finale) et définitif à Wimbledon, où tenant titre, il est écrasé en trois petits sets par Curren en 1/4 de finale. Ses deux jolis succès à Stratton Mountain et à Montréal en août face à Lendl, vont être effacés à Flushing Meadows par ce dernier 7-6 6-3 6-4. Dans cette finale, après une quinzaine courageuse où par instant on crut revoir le McEnroe des grands jours, l'américain sembla bien vieux à 26 ans… La puissance de frappe des Lendl (incontestable nouveau patron du tennis mondial), Becker ou du redoutable serveur yougoslave Slobodan Živojinović domine désormais le circuit masculin au détriment du tennis de « touché » dont Mc Enroe était l'illustre représentant.

## Chez les femmes
La saison a été plus passionnante que la précédente car Martina Navrátilová indiscutable no 1 mondiale et lauréate à nouveau de Wimbledon et de l'Open d'Australie (face à Evert) et du Masters (face à Helena Suková) a été vaincu en finale de Roland Garros et de l'US Open. À Paris, au cours de la plus belle finale de l'histoire du tournoi, Chris Evert retrouvée, a vaincu sa célèbre rivale en 3 sets : 6-3 6-7 7-5. À New York, la tchécoslovaque Hana Mandlíková, qui essaye tant bien que mal d'exister entre les deux reines du circuit, a réussi l'exploit de les battre toutes les deux en 1/2 et en finale (3-6 7-6 7-5 face à Martina).
Malgré tout, Navrátilová et Chris Evert (10 tournois cette année), ont largement dominé la saison qui a vu les progrès des futures stars de demain Steffi Graf (1/2 finaliste à Flushing Meadow) et Gabriela Sabatini (1/2 finaliste à Roland Garros).

## Coupe Davis
La Suède, menée par Edberg et Wilander, a vaincu la R.F.A de Becker (deux victoires en simple) 3-2.